# Пресвитерианский университет и теологическая семинария
Пресвитерианский университет и теологическая семинария (PUTS) — университет и семинария, расположенные в районе Кванджин, Сеул, Республика Корея. Университет является филиалом Пресвитерианской церкви Кореи. Девиз учреждения — «Благочестие и знание» (лат. Pietatis et Scientia)

## История
Университет начинался как богословский образовательный центр, основанный Сэмюэлем Моффеттом, американским миссионером Пресвитерианской церкви США. Преподавание началось в его доме в 1901 году и продолжалось до того, как в 1903 году Пресвитерианский совет согласился на создание богословского образовательного центра в Корее. В июне 1907 года первый класс из семи студентов окончил богословский курс, и среди них были первые корейские пасторы, рукоположенные пресвитерианской церковью: Сун-Джу Киль, Сук-Джин Хан и Ки-Пунг Ли.
В 1961 году было куплено пятнадцать акров земли в квартале Кванчжандон района Кванджин в Сеуле. На этом месте были построены новые здания и открыто новое учебное заведение под названием «Пресвитерианская семинария», получившая в том же году аккредитацию правительства Республики Корея. Пресвитерианская семинария открыла свою аспирантуру в 1966 году. В 1973 году семинария сменила название на «Пресвитерианский теологический колледж» и учредила совместную программу доктора теологии с Духовной семинарией Сан-Франциско (San Francisco Theological Seminary). В следующем году колледж получил аккредитацию на открытие программы магистра богословия. К середине 1980-х годов университет, в котором обучалось более 2400 студентов, превратился в одну из крупнейших пресвитерианских семинарий в мире.
В 1992 году университет открыл партнерство с Духовной семинарией Маккормика. В 1993 году Пресвитерианский теологический колледж изменил свое название на нынешнее. В том же году при университете была основана Высшая школа всемирной миссии, за которой вскоре последовали основания Высшей школы служения и Высшей школы образования в 1995 году, а также Высшей школы музыки в 1996 году. К 2001 году Высшая школа служения расширилась и теперь предлагает докторантуру.

## Образование
Университет являются домом для трех различных учебных программ: бакалавриата, семинарии и аспирантуры. Университет аккредитован Корейским советом университетского образования (KCUE). Учреждение также является членом Совета христианских колледжей и университетов (CCCU).